# Großsteingrab Gransee
Das Großsteingrab Gransee war eine megalithische Grabanlage vermutlich der jungsteinzeitlichen Trichterbecherkultur bei Gransee im Landkreis Oberhavel (Brandenburg). Es wurde 1838 beim Bau der Chaussee nach Oranienburg zerstört.

## Beschreibung
Leopold von Ledebur berichtet, dass das Grab aus einem großen Deckstein und vier Wandsteinen bestand. Eberhard Kirsch sieht es daher als Blockkammer oder Urdolmen an, Hans-Jürgen Beier als Steinkiste oder Urdolmen. Über Maße und Ausrichtung des Grabes liegen keine Informationen vor.
Bei der Zerstörung der Anlage wurden zahlreiche Beigaben geborgen. Mehrere Keramikgefäße unbekannter Zahl wurden von den Arbeitern in der Hoffnung auf Geldfunde zerschlagen. Die Scherben verblieben wohl vor Ort und sind nicht mehr erhalten. Vier Steingeräte gelangten ins Museum für Vor- und Frühgeschichte nach Berlin. Erhalten sind ein dicknackiges Steinbeil aus Granit und ein dünnblattiges Feuerstein-Beil. Das Steinbeil hat einen rechteckigen Querschnitt, einen gerundeten Nacken und misst 15,4 cm × 5,5 cm × 3,4 cm. Das Feuerstein-Beil ist geschliffen, asymmetrisch und hat einen rechteckigen Querschnitt; es misst 13 cm × 4,3 cm × 1,2 cm. Ein weiteres dicknackiges Steinbeil sowie ein Feuerstein-Meißel sind heute verschollen.
Die Form des Grabes spricht nach Kirsch für eine ursprünglich von Angehörigen der Trichterbecherkultur errichtete Anlage. Die beiden erhaltenen Steingeräte sind hingegen eher der Kugelamphoren-Kultur zuzurechnen, was auf eine Nachnutzung schließen lässt.